# Ribeira do Calhau
Ribeira do Calhau är ett vattendrag i Kap Verde.   Det ligger i kommunen Concelho de São Vicente, i den nordvästra delen av landet, 260 km nordväst om huvudstaden Praia. Ribeira do Calhau ligger på ön São Vicente.